# Garudinodes trizona
Garudinodes trizona là một loài bướm đêm thuộc phân họ Arctiinae, họ Erebidae.